# Minerva Mirabal
María Argentina Minerva Mirabal Reyes (Salcedo, 12 de marzo de 1926-25 de noviembre de 1960) fue una mujer dominicana que junto a sus hermanas Patria y María Teresa se opuso a la dictadura de Rafael Leónidas Trujillo, motivo por lo que las tres fueron asesinadas el 25 de noviembre de 1960. 

## Trayectoria
Nació en Ojo de Agua, una pequeña comunidad rural ubicada en  Salcedo, en la región norte de la República Dominicana. Es la tercera de cuatro hijas nacidas del matrimonio de Don Enrique Mirabal Fernández, un comerciante y hacendado con Doña Mercedes Reyes Camilo, conocida como Doña Chea. 
Desde muy niña se destacó por su inteligencia, de carácter carismático y rebelde. A temprana 
edad empezó a interesarse por los estudios, la lectura y las artes plásticas como la pintura, pasión que cultivó  y que la llevaron a pintar hermosos cuadros al óleo de fuertes coloridos. 
Sus estudios primarios, los cursos de la escuela rural de su comunidad  donde aprendió a leer y escribir correctamente a la edad de cinco años. Más tarde y por intervención de su madre, Minerva y sus hermanas mayores Patria y Dedé ingresaron al Colegio e Internado de Monjas Inmaculada Concepción, ubicado en la culta y provinciana ciudad de La Vega. En julio de 1946 Minerva terminó sus estudios secundarios graduándose de bachiller en Letras y Filosofía.
Es precisamente en el Colegio Inmaculada Concepción donde Minerva comienza no sólo a interesarse por la lectura  y las artes sino también donde nacen sus inquietudes sociales  y se ve enfrentada a la realidad de aquellos años de dictadura  y terror, cuando al contemplar la tristeza de una compañera de estudios  llamada Daisy Ariza  y acercarse a ella para consolarla esta le cuenta la causa de su dolor : la muerte de su padre en manos de la maquinaria represiva del régimen Trujillista. Esa experiencia, a su corta edad , la marcó y la llevó  a considerar aquel gobierno como nefasto. En sus memorias, Vivas en su Jardín, Dedé Mirabal cuenta que conocer aquella historia, despertó en Minerva su primer chispa de rebeldía contra Trujillo.

## Lucha contra la tiranía de Trujillo
Minerva tuvo una destacada participación junto a su esposo en las reuniones clandestinas que dieron origen al Movimiento Revolucionario 14 de junio. Según testimonio de quienes la conocieron, Minerva fue una mujer excepcional que se destacó en todas las actividades en las que participó, sobresaliendo por su entusiasmo, su carisma y su firme militancia antitrujillista, así como por su amor a la libertad, su valentía y su indignación ante la situación imperante. Todo esto trajo como consecuencia que fuera apresada en varias oportunidades por el Servicio de Inteligencia Militar. A la hora de su muerte tenía 34 años de edad, su horrendo asesinato junto a sus hermanas Patria de 36 años y María Teresa de 25 aumentó los niveles de descontento de la población y contribuyó a agravar más la crisis de la dictadura.

## El principio del fin
Las dificultades con la dictadura iniciaron en junio de 1949, cuando Minerva y sus padres fueron invitados por las máximas autoridades de su provincia, asistieron a una fiesta ofrecida en Santiago en el Palacio de la Gobernación en honor al dictador Trujillo, que marcaría el inicio del rumbo trágico para toda la familia: Trujillo conoció a Minerva Mirabal y se sintió atraído por su belleza. A los pocos días después que Trujillo fijó sus ojos en Minerva, de nuevo la familia Mirabal recibió, a mediados de agosto, esta vez para que asistieron a la fiesta de inauguración del Hotel Montaña, en Jarabacoa. En esa oportunidad el dictador y su hijo Ramfis bailaron con Minerva. Trujillo aprovechó la ocasión para demostrar con galanterías su atracción hacia ella, conducta que no fue del agrado de la joven y por tal motivo dejó de bailar.
En la tercera invitación, Trujillo tan pronto llegó al lugar, reinició con mayor brío su intento de atraer a la joven Mirabal. Bailó en varias oportunidades con ella, conversó largamente en medio del salón con la pretendida y de nuevo fue rechazado. Este hecho puso a Trujillo furioso, humillado por la familia Mirabal, hasta que culminó con el asesinato de ella.
Con el nombre de “Mariposa”, Minerva entró de lleno al trabajo clandestino.

## Asesinato
El 25 de noviembre de 1960, cuando Minerva, Patria y María Teresa regresaban de visitar a sus maridos que estaban presos los tres dirigentes del Movimiento Revolucionario 14 de junio, estas fueron objeto de una emboscada por agentes del Servicio de Inteligencia Militar (SIM) en las afuera de Puerto Plata siendo conducidas a una casa campestre en la comunidad de La Cumbre donde fueron golpeadas fuertemente con palos y otros objetos contundentes hasta causarles la muerte. Su chofer Rufino de la Cruz fue también asesinado. Los restos de estas se encuentran en el museo de las Hermanas Mirabal en Salcedo, República Dominicana. 
En memoria de Minerva y sus hermanas María Teresa y Patria, cada 25 de noviembre se conmemora el Día Internacional de la Eliminación de la Violencia contra la Mujer, por la resolución oficial de la ONU aprobada por su asamblea el 7 de febrero de 2000.

## Controversia sobre la muerte
La última de las hermanas en morir, Dedé Mirabal, dejó en su libro Vivas en su Jardín (2009) abierta la posibilidad de que Minerva y sus hermanas no fueran asesinadas a palos sino asfixiadas y luego golpeadas. Dedé murió por causas naturales en 2014.